# Lakos János (tábornok)
Lakos János báró (Ajka, 1774. március 20. – Eszék, 1843. június 28.) tábornok, fordító, az MTA tiszteleti tagja.

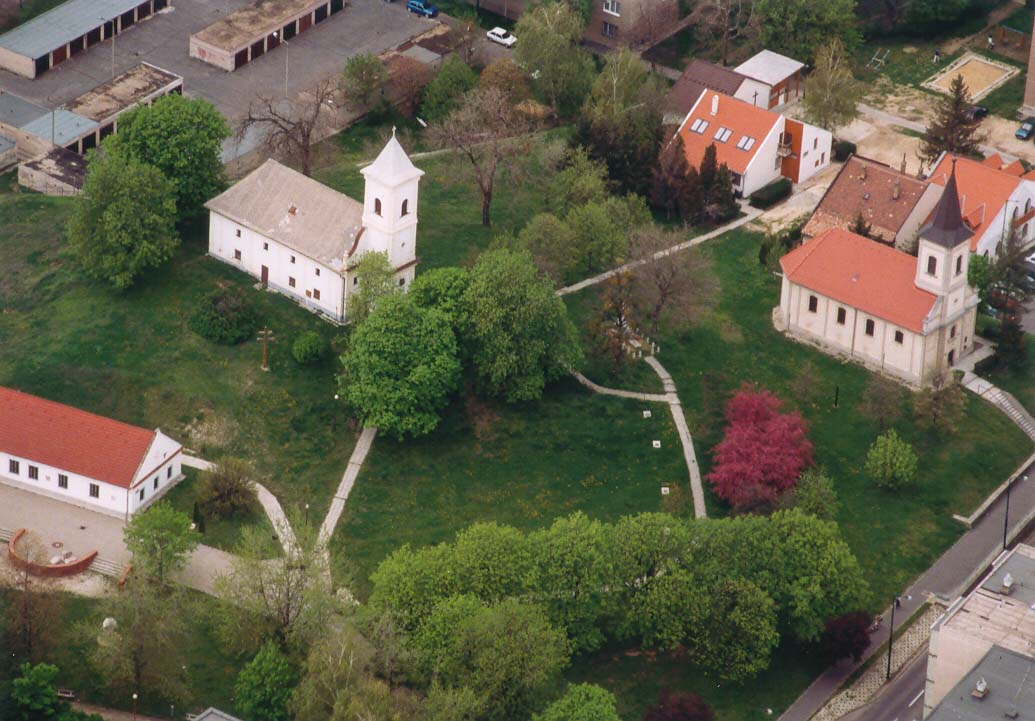
Lakos János múzeummá nyilvánított szülőháza az ajkai templomdombon (a kép bal szélén)

## Élete
Sopronban tanult, az evangélikus líceum magyar társaságában kapott kedvet az irodalom műveléséhez. Később Pozsonyban folytatta iskoláit. 1793-ban hadapródként belépett az 53. számú Jellasich gyalogezredbe. Csakhamar tisztté, majd 1809-ben a főtábornoki karhoz kapitánnyá nevezték ki. Hadi tudománya és vitézsége jutalmául 1811-ben nemességet kapott s báró, majd a ranglétrán fokozatosan emelkedve 1835-ben vezérőrnagy és dandárparancsnok, végül eszéki várparancsnok lett. 1819-ben Ausztria és Tirol térképi felvételével és a hadtörténet megírásával bízták meg.
Kazinczy Ferenc és Kis János barátja volt. Hunyadi Lászlóról írt szomorújátéka és Szegfalvy Ágnes című érzékenyjátéka kéziratban maradt. Az utóbbi Kotzebue-fordítás, az előbbi is idegen minta nyomán készült. Az első magyar színtársulat az 1790-es években mindkettőt eljátszotta. A háborúk idején, olaszországi és franciaországi tartózkodása alatt sem szűnt meg a magyar irodalmat művelni. A Magyar Tudományos Akadémia 1832. március 10-én tiszteleti taggá választotta.

## Munkái
- Vándor szünórái Pest, 1839. Két kötet. (I. Emlékezet Itáliára. Valóság és költemény. II. Nápolyi levelek.)
- Hunyady László, szomorújáték, 5 felvonás. (Kéziratban)
- Székfalvy Ágnes, érzékeny játék, 5 felvonás, Kotzebue után magyarítva. (Kéziratban)